# Saab 21
Сааб 21 (швед. Saab 21) — шведский одноместный ударный истребитель. Разработан и серийно производился компанией СААБ в 1945—1949 годах. Выпущено 298 самолетов.

## История создания
Во время Второй Мировой войны Швеция желала сохранить нейтралитет и обезопасить себя от вторжения извне. Зависимость от иностранного вооружения сильно подорвала бы обороноспособность страны, поэтому шведы начали широкую программу оснащения армии оружием собственного производства.
Одним из элементов этой программы было создание современного истребителя, за которое взялась фирма Saab. Спроектированный ею Сааб-21 основывался на лицензионной версии немецкого двигателя DB-605B и имел очень необычный вид. Это был одноместный низкоплан двухбалочной схемы с толкающим винтом и трёхколёсным шасси, оснащенный мощным вооружением и катапультируемым креслом пилота.

## Летно-технические характеристики J-21A

Три проекции Saab J-21

### Технические характеристики
- Количество двигателей: 1
- Экипаж: 1 человек
- Длина: 10,44 метров
- Высота: 3,97 метров
- Размах крыла: 11,6 метров
- Масса пустого: 3250 кг
- Нормальная взлетная масса: 4413 кг
- Двигатель: DB-605B

### Летные характеристики
- Максимальная скорость : 645 км/ч
- Дальность полёта: 750 км
- Практический потолок: 11 000 м
- Скороподъёмность: 850 м/мин

### Вооружение
- Одна 20-мм пушка
- Два 13,2-мм пулемёта в носовой части
- Два 13,2-мм пулемёта по бортам машины

## Модификации

### J 21
J 21A-1
J 21A-2

### A 21
A 21A-3
A 21A-3

## Состоял на вооружении
Швеция
ВВС Швеции

## Интересные факты
Двухбалочная схема машины позволила впоследствии установить на её усовершенствованной модели турбореактивный двигатель, после чего самолёт получил обозначение J-21R